# Йоган Якоб Кауп
Йоган Якоб Кауп (нім. Johann Jakob Kaup; 10 квітня 1803, Дармштадт — 4 липня 1873, там само) — німецький зоолог.
Навчався у Геттінгенському та Гейдельберзькому університетах, пізніше займався лейденськими природознавчими колекціями під наглядом К. Темінка.

## Публікації
У 1827 р. опублікував працю «Нарис історії розвитку і природної системи європейського тваринного світу» (нім. «Skizze zur Entwickelungsgeschichte und natürliches System der europäischen Thierwelt»), де описав розвиток тваринного світу від нижчих форм до вищих. Пізніше, проте, Кауп вважав цю роботу юнацькою помилкою і різко критикував дарвінізм. Найбільше значення мають праці Каупа з палеонтології.
Його праці: «Beiträge zur näheren Kenntniss der urweltlichen Säugethiere» (I—III, 1854), «Klassification der Säugethiere und Vögel» (1844), «Description d'Ossements fossiles de mammifères inconnus qui se trouvent au Museum de Darmstadt» (1832–1839), «Grundriss zu einem System der Natur» (1877), «Das Thierreich in seinen Hauptformen» (I—III, 1835).

## Описані таксони
- Apterichtus gracilis
- Hippocampus algiricus
- Pulsatrix